# スミルヌイフ
座標: 北緯49度45分00秒 東経142度50分00秒 / 北緯49.750000度 東経142.833300度
スミルヌイフ (ロシア語：Смирных)は、サハリン中央部に位置する町。ロシア連邦サハリン州に属する。日本統治時代（1905年 – 1945年）の気屯（けとん）にあたる。
日本統治時代の詳細については、「気屯」の項目を参照すること。

## 概要
スミルヌイフは、サハリン中央部の北緯50度線に近い位置にある町 。ユジノサハリンスクから北へ約363キロメートル、ポロナイスクから北へ約73キロメートル、北緯49.750000度、東経142.833300度に位置している。人口は、7,909人 (2021年人口調査) 。
1905年、ポーツマス条約により日本に割譲され、「気屯」と呼ばれた。気屯は敷香町に属し、ソ連国境に接するため軍用飛行場などがあった。1945年、ソ連が占領、統治することとなった。
冷戦期には、スミルヌイフ空軍基地があったが、1994年頃に廃止された。

冷戦終了後の1996年、日本政府により市内に戦没者慰霊碑が建立された。

### 交通
- スミルヌイフ駅にはユジノサハリンスク駅およびノグリキ駅からの特急列車2往復が停車する（1往復は新型コロナウイルスによる旅客減少のため2022年1月現在運休中）。
- ユジノサハリンスクより504番バス、507番バスおよびポロナイスクより531番バスが運行している[5]。
- 2021年に空港が開設され、ユジノサハリンスク空港との間に週2便の航空路線がある。